# Phloeopsis lanata
Phloeopsis lanata är en skalbaggsart som först beskrevs av Nobuo Ohbayashi 1976.  Phloeopsis lanata ingår i släktet Phloeopsis och familjen långhorningar. Inga underarter finns listade i Catalogue of Life.